# Список видів бражників України

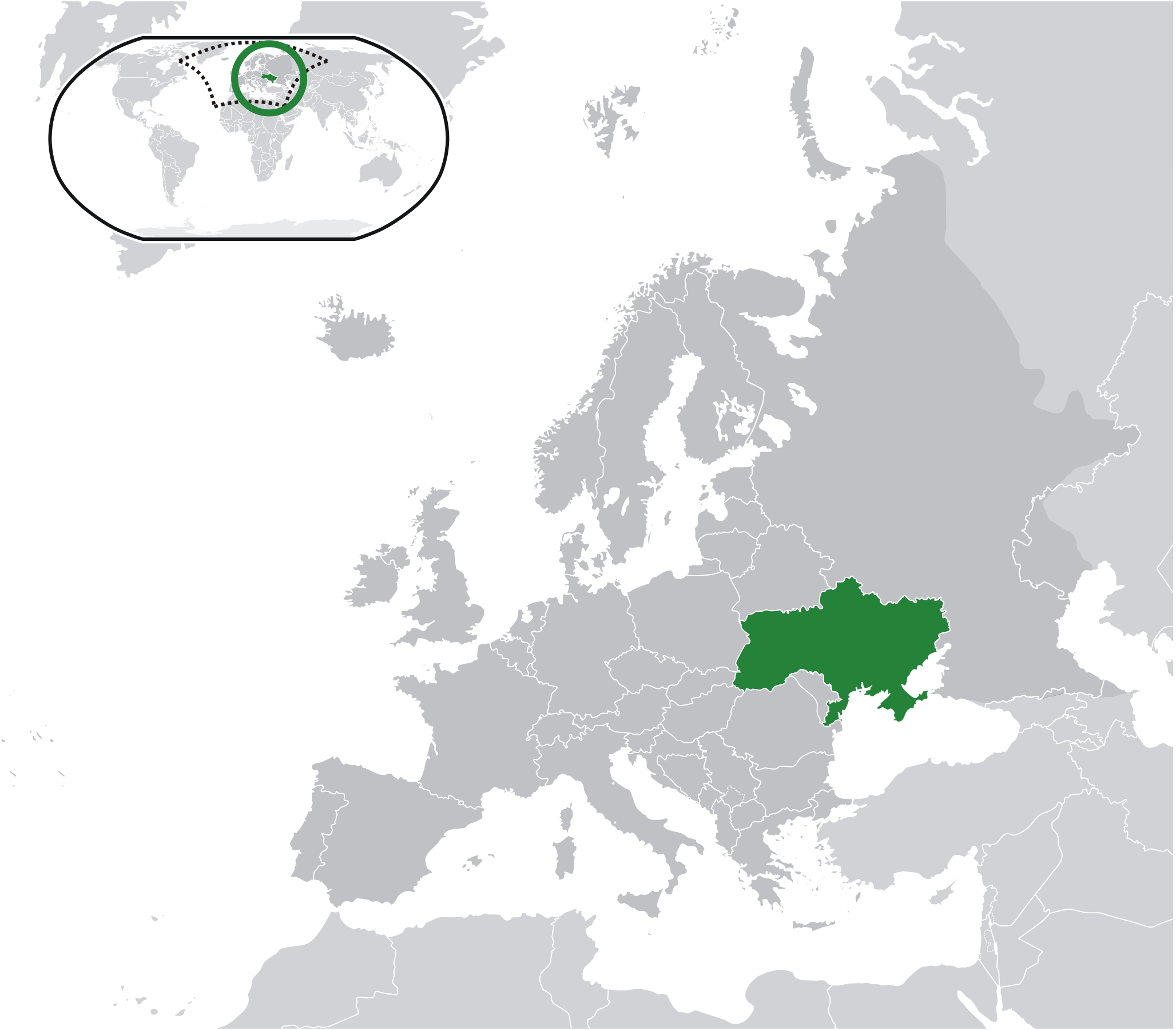
Мапа розташування України

До списку бражників України віднесені бражників, що були зареєстровані на території України. У списку 24 види бражників.

## Список
| Українська назва             | Латинська назва               | Автор таксона                | Статус і поширення в Україні                                                           | Ілюстрація |
| Бражник мертва голова        | Acherontia atropos            | (Linnaeus, 1758)             | вся територія України                                                                  |            |
| Бражник берізковий           | Agrius convolvuli             | (Linnaeus, 1758)             | на заході та півдні країни                                                             |            |
| Бражник олеандровий          | Daphnis nerii                 | (Linnaeus, 1758)             | трапляється в Криму; можлива територія розповсюдження також Причорномор'я та Приазов'я |            |
| Бражник винний середній      | Deilephila elpenor            | (Linnaeus, 1758)             | південний схід країни                                                                  |            |
| Бражник винний малий         | Deilephila porcellus          | (Linnaeus, 1758)             |                                                                                        |            |
| Бражник хорватський          | Hemaris croatica              | (Esper, 1800)                | В Україні поширений у Криму, Донецькій та Луганській областях.                         |            |
| Бражник жимолостевий         | Hemaris fuciformis            | (Linnaeus, 1758)             |                                                                                        |            |
| Бражник скабіозовий          | Hemaris tityus                | (Linnaeus, 1758)             | в Україні трапляється майже повсюдно.                                                  |            |
| Бражник молочайний           | Hyles euphorbiae              | (Linnaeus, 1758)             | в Україні трапляється майже повсюдно.                                                  |            |
| Бражник підмаренниковий      | Hyles gallii                  | (Rottemburg, 1775)           | в Україні трапляється майже повсюдно.                                                  |            |
| Бражник обліпиховий          | Hyles hippophaes              | (Esper, 1789)                | південь країни                                                                         |            |
| Бражник ліворнський          | Hyles livornica               | Esper, 1780                  | Крим                                                                                   |            |
| Бражник південний молочайний | Hyles nicaea                  | de Prunner, 1798             | Крим                                                                                   |            |
|                              | Hyles vespertilio             | Esper, 1780                  | залітний в Західній Україні                                                            |            |
| Бражник осиковий             | Laothoe amurensis             | Staudinger, 1879             |                                                                                        |            |
| Бражник тополевий            | Laothoe populi                | (Linnaeus, 1758)             | вся територія України                                                                  |            |
| Бражник дубовий              | Marumba quercus               | Denis & Schiffermüller, 1775 | південь країни                                                                         |            |
| Бражник липовий              | Mimas tiliae                  | Linnaeus, 1758               |                                                                                        |            |
| Бражник прозерпіна           | Proserpinus proserpina        | Pallas, 1772                 | на всій території                                                                      |            |
| Бражник очкастий             | Smerinthus ocellatus          | Linnaeus, 1758               | переважно в Поліссі і Лісостепу                                                        |            |
| Бражник карликовий           | Sphingonaepiopsis gorgoniades | Hübner, 1819                 | трапляється у Криму, Донецькій та Луганській областях.                                 |            |
| Бражник бузковий             | Sphinx ligustri               | Linnaeus, 1758               |                                                                                        |            |
| Бражник сосновий             | Sphinx pinastri               | Linnaeus, 1758               |                                                                                        |            |
| Язикан звичайний             | Macroglossum stellatarum      | Linnaeus, 1758               | влітку по всій території країни, на зимівлю мігрує в Південну Європу                   |            |